# Miki Aihara
Miki Aihara (jap. 相原実貴 Aihara Miki; ur. 10 czerwca 19?? r. w Shizuoce w Japonii) – japońska mangaka.
Jest znana ze stworzenia serii Hot Gimmick i Tokyo Boys & Girls. Zadebiutowała w magazynie Betsucomi mangą Lip Conscious.

## Mangi
- Atashi ni Tsuiterasshai
- Oujisama no Kanojo
- Oyani wa Naisho
- So Bad!
- Honey Hunt
- Hot Gimmick
- Seiten Taisei
- Sensei no Okiniiri!
- Zoku Sensei no Okiniiri!
- Sora ni Taiyou ga Arukagiri
- Tokyo Shounen Shoujo